# TT Большой Медведицы
TT Большой Медведицы (лат. TT Ursae Majoris) — одиночная переменная звезда в созвездии Большой Медведицы на расстоянии приблизительно 1480 световых лет (около 454 парсеков) от Солнца. Видимая звёздная величина звезды — от +9,5m до +8,9m.

## Характеристики
TT Большой Медведицы — красный гигант, пульсирующая медленная неправильная переменная звезда (LB) спектрального класса M6III.